# BU Большой Медведицы
BU Большой Медведицы (лат. BU Ursae Majoris) — одиночная переменная звезда в созвездии Большой Медведицы на расстоянии (вычисленном из значения параллакса) приблизительно 10244 световых лет (около 3141 парсека) от Солнца. Видимая звёздная величина звезды — от +13,5m до +13,1m.

## Характеристики
BU Большой Медведицы — пульсирующая переменная звезда типа RR Лиры (RRC).